# Lucio Furio Medulino
Lucio Furio Medulino  fue un político y militar romano de los siglos V y IV a. C. Ocupó repetidamente el cargo de tribuno consular, siendo con Servio Cornelio Maluginense quien en más ocasiones lo hizo.

## Familia
Medulino fue miembro de los Furios Medulinos, una de las más antiguas familias patricias de la gens Furia. Fue hijo de Lucio Furio Medulino, hermano de Marco Furio Camilo y Espurio Furio Medulino, y, quizá, padre de Espurio Furio, todos ellos tribunos consulares.

## Consulados
Obtuvo su primer consulado en el año 413 a. C. en el que junto con su colega, Aulo Cornelio Coso, se ocupó de investigar la muerte el año anterior del tribuno consular Publio Postumio Albino Regilense. Cuando se tuvieron noticias de que los volscos estaban saqueando el territorio de los hérnicos, se le encargó la conducción de la guerra. Medulino se dirigió a Ferentino, donde se habían refugiado los volscos, ciudad que tomó sin resistencia porque los volscos la habían abandonado con sus bagajes la noche anterior. Así, el botín conseguido fue escaso y el cónsul entregó la ciudad a los hérnicos.
Durante su segundo consulado, en el año 409 a. C., fueron elegidos por primera vez plebeyos para la cuestura. Los tribunos de la plebe, tratando de arrancar al Senado elecciones a tribuno consular y encabezados por varios miembros de la gens Icilia, bloquearon el reclutamiento del ejército hasta que se consiguió un acuerdo sancionado por el Senado mediante un senadoconsulto. Volscos y ecuos habían invadido las tierras de latinos y hérnicos. Medulino y su colega, Cneo Cornelio Coso, comenzaron la campaña sitiando sin éxito Carvento, ciudad tomada previamente por los ecuos, por lo que se dedicaron a saquear las posesiones volscas y ecuas, consiguiendo un enorme botín y tomar la fortaleza volsca de Verrugo. Tito Livio también dice que uno de los dos cónsules se quedó en Roma para celebrar las elecciones.
Estos consulados se podrían asignar con menos probabilidad a su padre.

## Tribunados consulares
Medulino alcanzó la dignidad de tribuno consular en siete ocasiones. La primera, dos años después de su segundo consulado, coincidió con la pérdida de la guarnición de Verrugo y el fin de la tregua con Veyes, aunque no se emprendieron acciones contra esta ciudad. En el año 405 a. C. fue tribuno consular por segunda vez, cuando dio comienzo el sitio de Veyes.
Durante su tercer tribunado consular, en el año 398 a. C., diversos prodigios llevaron al Senado a enviar una embajada al oráculo de Delfos y un arúspice veyente pronosticó que, mientras no se vaciara el lago Albano, los romanos no tomarían Veyes. Al año siguiente, antes de que regresaran los embajadores, fue reelegido tribuno consular, año en el que los tarquinienses atacaron por primera vez el territorio de los romanos. Tras conocerse la respuesta del oráculo de Delfos, tuvo que dimitir junto con sus colegas porque había descuidado las tareas religiosas del cargo.
En el año 395 a. C. fue elegido por quinta vez  y reelegido al año siguiente. Su último tribunado consular, en el año 391 a. C., coincidió con el destierro de su hermano Marco Furio Camilo.